# 増田剛
増田 剛（ますだ つよし、10月21日 - ）は、日本の漫画家、イラストレーター。神奈川県出身。かつては沖縄県に住んでいたが、現在は神奈川県在住。男性で2児の父だが、現在は独身。血液型はA型。うらまっくという別ペンネームでも活動している。

## 作品リスト

### 増田剛名義
- 御石神落とし（原作：永久保貴一、ヤングアニマル嵐、白泉社、全8巻）
- えっちの神さま!（原作：永久保貴一、ヤングアニマル嵐、白泉社、全2巻）
- ダーウィンの方式（原作：いしぜきひでゆき、週刊漫画TIMES、芳文社、全2巻）
- 花菱一家 夏祭り編（原案：SANKYO、原作：倉科遼、漫画サンデー 2008年5月27日号 - 2008年10月21日号、実業之日本社、全1巻）
- お花畑で会いましょう（みこすり半劇場別館、ぶんか社、全1巻）

### うらまっく名義
いずれも単行本。
- 上京物語（実業之日本社）
- 穴があいてる（実業之日本社）
- 東京ダンジョン姉妹（ワニマガジン社）
- 花（桜桃書房）
- モラトリアム（海王社）
- そこに布団はないけれど（蒼竜社）
- ハッピーセット（ワニマガジン社）
- ピンクなショーツ（蒼竜社）
- ハッピー・エンドオブ・ザ・ワールド（ふゅーじょんぷろだくと）
- スチームガール（ワニマガジン社）
- ぱんつがない!（ふゅーじょんぷろだくと）
- まにまに（司書房）

## その他
- 2011年、ACジャパンのCM『あいさつの魔法。』に登場するキャラクター達のフィギュアを個人で製作した事がネット上で話題になった[2]。

## 出演

### ウェブテレビ
- 山田玲司のヤングサンデー（2021年7月17日、24日、ニコニコチャンネル）[3]